# Eruzione delle pomici Verdoline
L'eruzione delle pomici Verdoline è stata un'eruzione pliniana del Monte Somma avvenuta circa 15 000 anni fa.
L'eruzione avvenne dopo la grande eruzione delle "pomici di Base" di 18 000 anni fa e una successione di eruzioni effusive.

## Descrizione
L'indice di esplosività vulcanica dell'eruzione è valutata a 5. 
I depositi piroclastici dell'eruzione si trovano soprattutto nell'area che si estende a NNO-NO del Somma-Vesuvio. Vi si ritrova l'abituale successione delle eruzioni pliniane, dove alla pioggia di lapilli segue una colata piroclastica, poi un surge (dello spessore di 1 metro nelle stratigrafie a 9 km dal cratere) e una seconda colata piroclastica. La colata contiene un numero particolarmente elevato di pomici, come si trova anche nelle eruzioni di Mercato e di Pompei. Il colore delle pomici è, come indica il nome dell'eruzione, grigio-verdastro, della dimensione di 2-3 centimetri. 
L'eruzione delle pomici verdoline segna l'inizio di quello che è considerato il secondo periodo di attività del Somma-Vesuvio che marca soprattutto l'area a nord del vulcano, o del VI periodo del vulcano secondo Henry James Johnston-Lavis.

## Datazione
Inizialmente datata a 14420 ± 160 anni BP, è stata poi datata con il carbonio-14 a 15 500 ± 170 BP. Rosi e coautori riportano la data di  15 000 anni fa, che è nel giusto mezzo.